# Manduca chinchilla
Manduca chinchilla, là một loài bướm đêm thuộc họ Sphingidae. M. chinchilla gặp ở Peru.